# دعم اتخاذ القرار
دعم اتخاذ القرار هو فكرة أن الأشخاص ذوي الإعاقات العقلية أو الذهنية يجب أن يتخذوا قرارات حول حياتهم الخاصة بدعم من فريق من الأشخاص. يُعتبر بديلاً لنموذج الوصاية، حيث يتخذ شخص ما القرارات نيابة عن الشخص. ويهدف إلى تعزيز تقرير المصير والاستقلالية.

## الوضع القانوني

### الأمم المتحدة
من مبادئ اتفاقية حقوق الأشخاص ذوي الإعاقة التابعة للأمم المتحدة "احترام الكرامة المتأصلة، والاستقلالية الفردية بما في ذلك حرية اتخاذ الخيارات الخاصة، واستقلال الأشخاص". يتناول المادة 12 بتفصيل أكثر حقوق الأشخاص في اتخاذ قراراتهم المالية الخاصة. بعض الدول التي وقعت على الاتفاقية لا تزال لديها قوانين تسمح بالوصاية. يعمل النشطاء في بعض الدول على تغيير القانون، بما في ذلك رفع دعاوى قضائية ضد الحكومة بناءً على الفشل في اتباع الاتفاقية.

### كندا
بالإضافة إلى كون كندا دولة موقعة على اتفاقية حقوق الأشخاص ذوي الإعاقة، فإن العديد من مقاطعات كندا لديها قوانين تتعلق بدعم اتخاذ القرار. على سبيل المثال، تستخدم بريتش كولومبيا الاتفاقيات التمثيلية، حيث يقوم الأشخاص ذوو الإعاقات بتسمية شخص أو مجموعة من الأشخاص يثقون بهم، وهؤلاء الأشخاص يساعدونهم في اتخاذ القرارات. في حالات نادرة جداً، يكون الشخص الموثوق به، المعروف كممثل، قادراً على اتخاذ القرارات نيابة عن الشخص. لدى يوكون وساسكاتشوان أيضاً اتفاقيات تمثيلية.

### السويد
السويد لا تمتلك نظام وصاية. في السويد، يجب على الشخص ذوي الإعاقة أن يطلب من المحكمة تعيين داعم. تقوم المحكمة بتعيين مرشد قانوني أو مدير. يمكن أن يكون المرشد القانوني صديقًا أو أحد أفراد العائلة أو داعمًا محترفًا ويساعد الشخص في اتخاذ القرارات. يقدم المرشد القانوني النصائح ويمكنه اتخاذ القرارات فقط إذا كان الشخص مريضًا. يمكن للشخص ذوي الإعاقة إلغاء الترتيب في أي وقت. يمكن للمحكمة تعيين مدير بسلطات مالية أكبر ويمكنه اتخاذ القرارات دون موافقة الشخص، لكن هذا لا يعني أن جميع حقوق اتخاذ القرارات تُفقد. لا يزال بإمكان الشخص ذوي الإعاقة التصويت.

### المملكة المتحدة
في إنجلترا وويلز، يحدد قانون القدرة العقلية 2005 كلاً من دعم اتخاذ القرار والوصاية كمفاهيم قانونية. يتطلب القانون أن يتم تجربة دعم اتخاذ القرار قبل أي ترتيب للوصاية. كما ينص القانون على أنه لا يمكن لأي إجراء أن يسلب الشخص حقه في التصويت، أو الزواج، أو إقامة علاقات اجتماعية، أو وضع طفل للتبني.

### الولايات المتحدة
في الولايات المتحدة، تمتلك ثمانية عشر ولاية قوانين شاملة حول دعم اتخاذ القرار: ألاباما، ألاسكا، أريزونا، كاليفورنيا، كولورادو، ديلاوير، إلينوي، إنديانا، لويزيانا، ماريلاند، نيفادا، نيو هامبشير، نيويورك، نورث داكوتا، رود آيلاند، تكساس، واشنطن، وويسكونسن، بالإضافة إلى منطقة كولومبيا، قد لا تمتلك الولايات الأخرى قوانين محددة بشأن دعم اتخاذ القرار، ولكن قد تكون لديها قوانين تتطلب بدائل للوصاية كلما أمكن. بعض الولايات، مثل أركنساس، لديها قوانين أضيق تتناول دعم اتخاذ القرار في سياقات محددة، مثل القرارات المتعلقة بـزراعة الأعضاء.
تدعم كل من شبكة الدفاع عن الذات الأوتيزمية، أرك الولايات المتحدة،، الاتحاد الأمريكي للحريات المدنية (ACLU)،، والشبكة الوطنية لحقوق ذوي الإعاقة دعم اتخاذ القرار كبديل للوصاية. تعتبر شبكة الدفاع عن الذات الأوتيزمية أن الوصايا تحرم الأشخاص من حق اتخاذ الخيارات، ومن تقرير المصير، والاستقلال البدني؛ الأشخاص تحت الوصاية لا يُسمح لهم باتخاذ قراراتهم الخاصة حول مكان العيش، وكيفية إنفاق أموالهم، وما هي الرعاية الطبية التي يتلقونها. يتبنى برنامج إدارة المجتمع في الولايات المتحدة دعم اتخاذ القرار.
في عام 2013، فازت جيني هاتش، وهي امرأة ذات متلازمة داون تعيش في نيو بورت نيوز، فيرجينيا، بحق اتخاذ قراراتها الخاصة باستخدام دعم اتخاذ القرار. كانت هاتش تحت الوصاية سابقًا، حيث تقول إنها كانت مجبرة على العيش في منزل جماعي، وتمت مصادرة الهاتف المحمول والحاسوب المحمول الخاص بها، وقطع اتصالها بأصدقائها. حكم لصالح هاتش. بدعم، قررت الانتقال للعيش مع أصدقائها.